# Zaginiony świat (powieść Michaela Crichtona)
Zaginiony świat (ang. The Lost World) – opublikowana w 1995 roku powieść autorstwa Michaela Crichtona, będąca kontynuacją jego wcześniejszej powieści pt. Park Jurajski, wydanej w 1990 roku. Pierwsze polskie wydanie ukazało się w 1996, nakładem wydawnictwa Amber. Powieść tłumaczył Andrzej Leszczyński.

## Fabuła
Sierpień 1993 roku. Teoretyk chaosu i matematyk, Ian Malcolm, przeżył katastrofę, która wydarzyła się cztery lata wcześniej w Parku Jurajskim. Na jego drodze staje bogaty paleontolog, Richard Levine, który domaga się współpracy właśnie z nim. Malcom niechętnie zgadza się. Levine chce odnaleźć tzw. zaginiony świat dinozaurów, śledząc plotki o dziwnych zwłokach zwierząt, które pojawiają się na wybrzeżu Kostaryki. Dowiaduje się on o ośrodku B na Isla Soma, wyspie będącej niegdyś swoistym zakładem produkcyjnym. To tam nieistniejąca już firma InGen hodowała dinozaury na potrzeby parku rozrywki Jurassic Park, stworzonym na pobliskiej wyspie Isla Nublar.